# Gigantochloa hosseusii
Gigantochloa hosseusii là một loài thực vật có hoa trong họ Hòa thảo. Loài này được (Pilg.) T.Q.Nguyen mô tả khoa học đầu tiên năm 1990.